# Josef Kolmhofer
Josef Kolmhofer (* 9. November 1934 in Salzburg; † 12. Oktober 2023) war ein österreichischer Jurist, Kommerzialrat und Generaldirektor der HYPO Oberösterreich.

## Leben
Kolmhofer studierte bis zur Promotion Rechtswissenschaften in Innsbruck und Salzburg. Er war Mitglied der katholischen Studentenverbindungen AV Austria Innsbruck und katholischen österreichischen Hochschulverbindung (KÖHV) Rheno-Juvavia Salzburg. Er arbeitete schon während seines Studiums bei der HYPO Salzburg. Von 1972 bis zu seiner Pensionierung 1997 hatte er die Position des Generaldirektors der HYPO Oberösterreich inne.
Kolmhofer war verheiratet, Vater von vier Töchtern und wohnte seit 1979 in Hartkirchen.

## Kirchliches Engagement
Sowohl während seiner aktiven Zeit – als auch noch im „Ruhestand“ – stellte er seine Erfahrung in den Dienst kirchlicher Einrichtungen. Wenn pastorale Aufgaben wirtschaftlichen Sachverstand erforderten, stand er mit seinem Fachwissen als ehrenamtlicher Berater immer wieder zur Verfügung.
In seiner Pfarrgemeinde war er viele Jahre Verwalter des Pfarrkindergartens und Obmann des Finanzausschusses des Pfarrgemeinderates.
Sein Engagement reichte jedoch weit über die Unterstützung der lokalen Kirche hinaus. Er war seit 1982 Obmann des Katholischen Pressvereins der Diözese Linz, einer Gründung von Bischof Rudigier zur Förderung der kirchlichen Pressearbeit. Von 1986 bis 2005 war er Vizepräsident der Missions-Verkehrs-Arbeitsgemeinschaft (MIVA). Danach war er als Diözesanvertreter im MIVA-Kuratorium tätig.
In den letzten Jahren hatte Josef Kolmhofer eine besondere Beziehung zur Katholisch-Theologischen Privatuniversität Linz (KTU Linz) aufgebaut. Er unterstützte diese seit der Errichtung des „Bischöflichen Fonds zur Förderung der KTU“ 1991, gehörte dem Verwaltungs-Beirat an und leitete diesen als Vorsitzender von 2000 bis 2010.

## Auszeichnungen
Für seinen Einsatz und sein Engagement würdigte ihn die KTU 2007 mit dem Titel des Ehrensenators.
Am 25. Januar 2012 überreichte Bischof emeritus Maximilian Aichern die Päpstliche Auszeichnung Komtur vom Orden des Hl. Papstes Silvester I. („Equitem Commendatorem Ordinis Sancti Silvestri Papae“) an Josef Kolmhofer.
„... als Dankbarkeit für deinen Einsatz für die religiöse Bildung, für die theologische Forschung an der Katholisch-Theologischen Privatuniversität und für das nachdenkliche offene Wort in der Auseinandersetzung mit dem Glauben im kritischen Dialog innerhalb der Kirche und mit der Gesellschaft, ...“ so Generalvikar Severin Lederhilger in der Laudatio.